# Clan Sano

Il mon (emblema) del clan Sano

Il clan Sano (佐野氏?,  Sano-shi) è stato un'importante clan giapponese, ramo del clan Oyama, presente nella provincia di Shimotsuke. Era centrata nella zona dell'odierna Sano.

## Storia
Il clan Sano era un ramo della famiglia Oyama che si stabilì nello shōen di Sano durante lo shogunato Kamakura e che governò l'area per oltre 15 generazioni dalla loro impenetrabile roccaforte montana del castello di Karasawayama. L'area fu teatro di scontri durante il periodo Sengoku tra le forze del clan Uesugi e gli Hōjō ed il castello resistette a dieci tentativi di conquista da parte del famoso daimyō Uesugi Kenshin. In seguito Sano Munetsuna fu sconfitto da Nagao Akinaga, ma i suoi territori furono ripristinati da Toyotomi Hideyoshi in riconoscimento del loro aiuto durante l'assedio di Odawara del 1590.
Dopo che Tokugawa Ieyasu assunse il controllo sulla regione del Kantō nel 1592, confermò Sano Nobuyoshi come daimyō con possedimenti per 35.000 koku. Tuttavia le proprietà del clan furono confiscate nel 1614 per il coinvolgimento nel complotto Ōkubo.

## Membri importanti del clan durante il periodo Sengoku
- Sano Yasutsuna (佐野泰綱?) (1488-1560) XIII° capo del clan, succedette a Hidetsuna. Nel 1559 attaccò il castello di Akami e scacciò nella provincia di Hitachi il suo servitore, Iganoki Akami, per avergli disobbedito.
- Sano Toyotsuna (佐野豊綱?) (1504-1559) XIV° capo del clan, lottò contro entrambi i rami del clan Uesugi.
- Sano Masatsuna (佐野昌綱?) (1529-1574) XV° capo del clan, prese parte alla battaglia di Kawagoe alleato degli Uesugi ma perse. Seguì in seguito gli Hōjō, scontrandosi contro gli Uesugi.
- Sano Munetsuna (佐野宗綱?) (1560-1585) XVI° capo del clan, alleato con i Satake lottò contro gli Hōjō, morendo probabilmente nella battaglia di Subanazaka.
- Sano Fusatsuna (佐野房綱?) (1558-1601) si crede sia figlio di Masatsuna o Toyotsuna. Dopo la morte di Masatsuna servì Toyotomi Hideyoshi. Fu un maestro di spada.
- Sano Noboyushi (佐野信吉?) (1566-1622) Servitore Toyotomi. Divenne signore del castello di Karasawayama dopo il ritiro di Fusatsuna. Ricevette ulteriori terre dopo la battaglia di Sekigahara le quali vennero successivamente confiscate.